# Ty Johnson
Tyrone "Ty" Johnson, es un personaje ficticio de la serie de televisión The Almighty Johnsons interpretado por el actor Jared Turner del 7 de febrero del 2011 hasta el 26 de septiembre del 2013.